# 索自通
索自通（9世纪？—934年），五代十国后唐将领，字得之，太原清源县（今山西省清徐县）人。
父亲索继昭，因儿子显贵，授国子监祭酒致仕。索自通年轻时能骑射，曾经在山墅射猎，李存勖在太原时，在野外遇见他，讯问姓名，当即补任右番厅直军使。后跟随打猎，射中走鹿，转任为指挥使。辅佐周德威在涿州攻打燕军，擒获燕将郭在钧。跟随李存勖定魏博，改突骑指挥使。唐明宗即位，由随驾左右厢马军都指挥改任为忻州刺史。一年多后召还，再主管禁兵，领韶州刺史，出任为大同军节度使。几年后改镇忠武，改任京兆尹、西京留守。杨彦温据河中作乱，索自通率师讨平，授河中节度使。自鄜州入朝为右龙武统军。索自通既平杨彦温，代李从珂镇守河中。索自通到了镇所，秉承安重诲的意旨，登记点收军库中铠甲兵器数字向朝廷报告，说成是李从珂私自制造；仰仗王德妃在内部保护，李从珂才得以免罪。李从珂即位，索自通忧愁恐惧，求得一死。清泰元年七月，退朝后走进洛水，自溺而亡。其子索万进，后周显德年间，历任方镇。